# Örményszékes
Örményszékes (egyes forrásokban Bolgárszékes, románul: Armeni, németül: Urmenen, erdélyi szász nyelven Urmonjen település Romániában, Szeben megyében. Közigazgatásilag Ladamos községhez tartozik.

## Fekvése
Nagyszebentől 49 km-re északnyugatra, Alamor, Szedinkatanya, Kisludas és Oláhbogát közt fekvő település.

## Története
1319-ben említik először Ermen néven. 1398-ban Bolgárszékes néven is előfordult.
A települést a középkorban szászok lakták, az egykori örmény illetve bolgár lakosságra csak a település neve enged következtetni, mivel írásos forrás nincs róluk. A 16. századra a német lakosság is eltűnt, így román jobbágyok telepedtek le a faluban.
A trianoni békeszerződésig Alsó-Fehér vármegye Kisenyedi járásához tartozott.

## Lakossága
1910-ben 1637 lakosa volt, ebből 1565 román, 62 magyar és 10 német nemzetiségűnek vallotta magát.
2002-ben 680 román lakosa volt.